# Sedecião de Bizâncio
Sedecião (em grego:  Σεδεκίων) foi um bispo de Bizâncio. Ele sucedeu a Plutarco em 105 d.C. e serviu por nove anos, até sua morte em 114 d.C. Durante o seu episcopado ocorreu a perseguição aos cristãos do imperador romano Trajano.